# IC 4981
IC 4981 — галактика типу I/P () у сузір'ї Павич.
Цей об'єкт міститься в оригінальній редакції індексного каталогу.